# Kastell Vârtop
Das Kastell Vârtop, auch Kastell Bumbești Jiu – Vârtop genannt, ist ein römisches Auxiliarlager auf dem Gebiet der Stadt Bumbești-Jiu, einer Kleinstadt im Kreis Gorj in Rumänien. Es liegt in der Kleinen Walachei, im Vorland der Südkarpaten, zwischen den Ausläufern der Gebirge Vâlcan im Westen und Parâng im Osten. In antiker Zeit war es Bestandteil des Dakischen Limes und gehörte administrativ zur Provinz Dacia inferior und später zur Dacia Malvensis.

## Lage

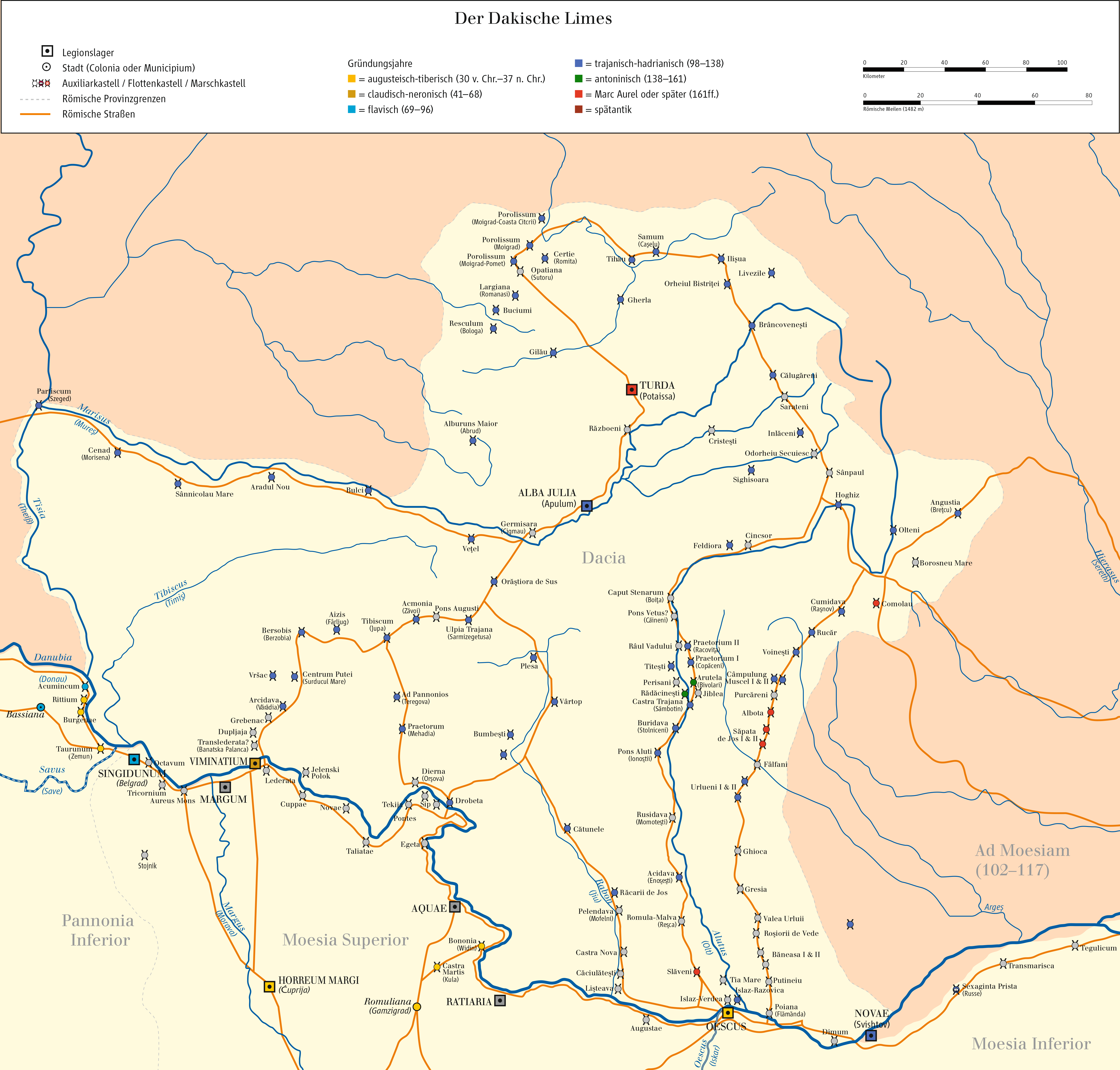
Lage des Kastells im Verlauf der römischen Limites

Das heutige Bodendenkmal liegt auf einer Hochterrasse am östlichen Ufer des Flusses Jiu, rund 200 m westlich der Stelle, an der der Bach Vârtop, nach dem es benannt ist, in diesen einmündet. Ebenfalls nur knapp 200 m westlich verläuft die Nationalstraße 66, welche hier Teil der Europastraße 79 ist. Die Entfernung zum nördlich gelegenen Zentrum des Städtchens Bumbești-Jiu beträgt rund 1,7 km Luftlinie. In antiker Zeit bestand die Funktion des Kastells vermutlich im Schutz des Flusses und der parallel zu diesem verlaufenden Römerstraße. Zudem dürfte auch die Nähe zur Jiului-Schlucht, durch die die römische Straße von Bumbești über den Vâlcan-Pass zur Ulpia Traiana Sarmizegetusa führte, eine nicht unbedeutende Rolle gespielt haben. Die Entfernung vom Kastell Vârtop zum südsüdwestlich gelegenen Kastell Bumbești-Jiu betrug knapp 1,2 km, die zum nordnordwestlich gelegenen Kastell Pleșa rund 1,9 km.

## Forschungsgeschichte
Das Kastell wurde 1897 entdeckt, es ist jedoch nicht wirklich gut erforscht. Archäologische Untersuchungen wurden 1955/1956 von Grigore Florescu, Expectatus Bujor und Ana Matrosenco vorgenommen und seit 1994 insbesondere von Vasile Marinoiu weitergeführt.

## Archäologische Befunde

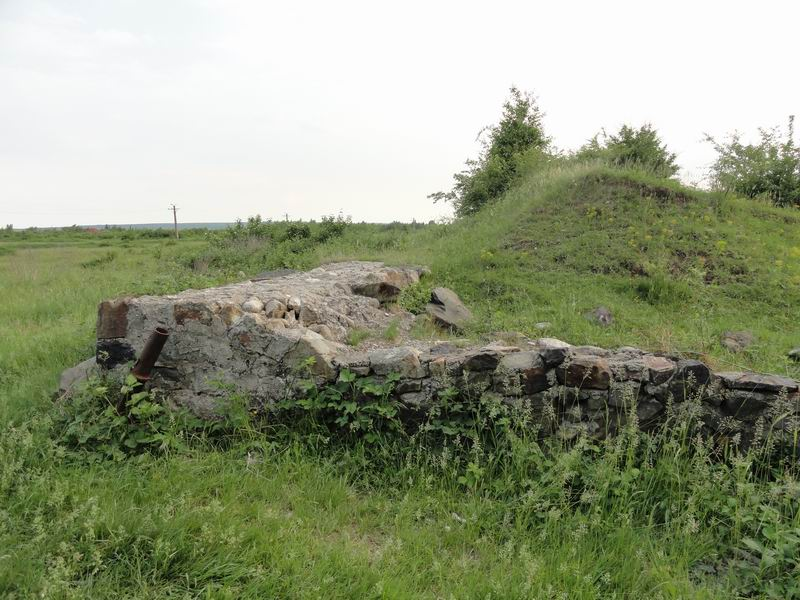
Ziegelgebäude innerhalb des Holz-Erde-Lagers

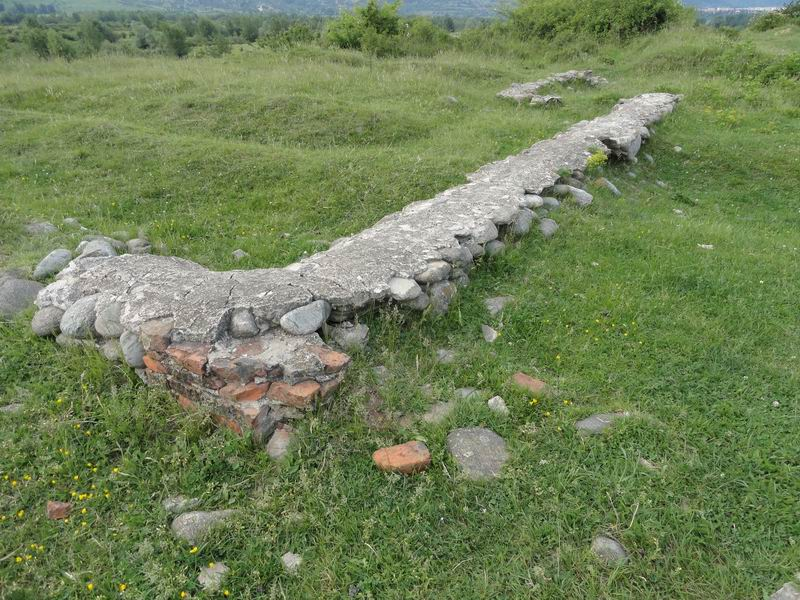
Mauerwerk aus Ziegeln innerhalb des Holz-Erde-Lagers

Bei dem Kastell Vârtop handelt es sich um ein Holz-Erde-Lager, in dessen Inneren jedoch auch einige steinerne Mauern angetroffen wurden. Es besitzt einen rechteckigen Grundriss mit abgerundeten Ecken im typischen Spielkartenformat. Seine Abmessungen betragen 115 m × 126 m, was einer Grundfläche von 1,44 Hektar entspricht. Umgeben war es von einem 15 Meter breiten, aber nur einen halben Meter hohem Holz-Erde-Wall, vor dem ein elf Meter breiter und nur einen halben Meter tiefer Graben verlief. Das Gelände wurde jedoch durch die maschinellen Schürfungen einer Ziegelei in großen Teilen zerstört, so dass alle Maßangaben mit einer gewissen Vorsicht zu genießen sind.
Ein einzelner Ziegelstempel nennt die Legio IIII Flavia Felix, die von 101 bis 119 in Dakien nachgewiesen ist. Eine von deren Vexillationes könnte möglicherweise das Lager in der Zeit der Dakerkriege gegründet haben. Die Stammbesatzung ist aber unbekannt.
Umgeben war das Kastell von einem Vicus, der Zivilsiedlung, die bei nahezu jeder römischen Garnison anzutreffen ist, in dem die Angehörigen der Soldaten, Veteranen, Handwerker, Händler, Prostituierte, Gastwirte und andere Dienstleister wohnten und arbeiteten. In dessen Bereich konnten auch die Kastellthermen identifiziert werden, das öffentliche Badegebäude, zu dem die Soldaten kostenlosen Zutritt hatten, das aber auch von der Zivilbevölkerung gegen geringes Entgelt aufgesucht werden konnte und somit ein soziales Zentrum darstellte.
Innerhalb des Vicus wurde eine aus sechs Räumen bestehende Werkstatt identifiziert. In dieser konnten zahlreiche Baumaterialien, handgefertigte römische und geto-dakische Keramik sowie importierte Terra Sigillata mit zoomorphen, anthropomorphen und floralen Darstellungen geborgen werden. Ferner fanden sich Eisenhämmer, Eisenscheren, zwei Perlen aus gebranntem Ton, Bronzefibeln sowie Münzen. Die Werkstatt wurde grob auf die erste Hälfte des zweiten Jahrhunderts datiert.
Die Münzreihe der militärischen und zivilen Ansiedlung reicht von Domitian bis Commodus, so dass eine Belegung des Kastells bis zum Ende des 2. Jahrhunderts angenommen wird. Danach soll seine Funktion gänzlich von dem Kastell Bumbești-Jiu übernommen worden sein.

## Fundverbleib und Denkmalschutz

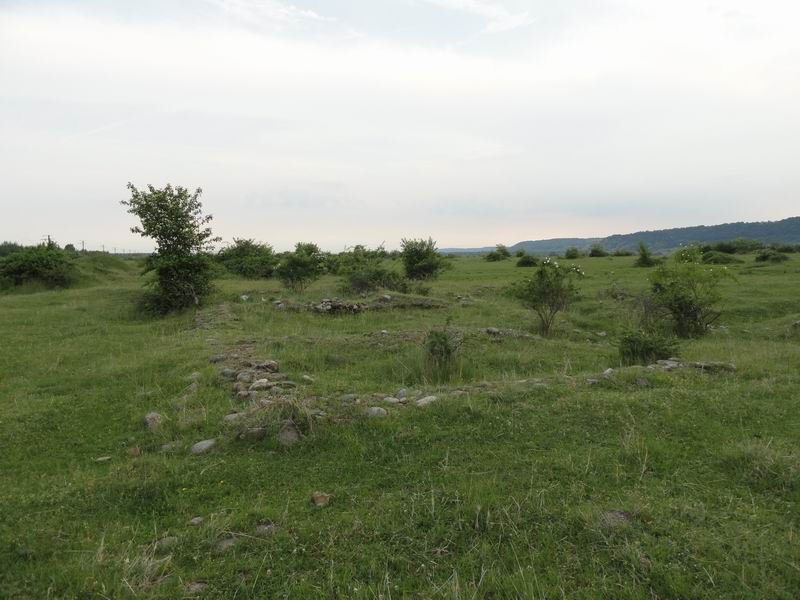
Zustand des Geländes insgesamt (2011)

Die Funde aus den hier besprochenen Anlagen befinden sich heute im Institutul de Arheologie in Bukarest.
Der noch erhaltene Teil des Kastellareals ist im Gelände zwar wahrnehmbar, aber in einem fragwürdigen Zustand. Teile des Areals sind durch den Bau der E 27 und die Bodenschürfungen einer Ziegelei zerstört worden. Der Zustand der Bodendenkmale auf dem Gebiet der Stadt Bumbești-Jiu insgesamt und die Untätigkeit der zuständigen Behörden wurde in rumänischen Online-Medien zumindest zeitweise heftig diskutiert.
Die archäologischen Stätten sind nach dem 2001 verabschiedeten Gesetz Nr. 422/2001 als historisches Denkmal unter Schutz gestellt. Das Gelände ist mit dem LMI-Code GJ-I-s-B-09127 in der nationalen Liste der historischen Monumente (Lista Monumentelor Istorice) eingetragen, für den Vicus ist der Code GJ-I-m-B-09127.01, für das Holz-Erde-Lager der Code GJ-I-m-B-09127.02 und für den Wall der GJ-I-m-B-09127.03 festgelegt. Die entsprechenden RAN-Codes lauten 79317.02 (Gelände), 79317.02.01 (Vicus), 79317.02.02 (Holz-Erde-Lager) und 79317.02.03 (Wall). Zuständig ist das Ministerium für Kultur und nationales Erbe (Ministerul Culturii și Patrimoniului Național), insbesondere das Generaldirektorat für nationales Kulturerbe, die Abteilung für bildende Kunst sowie die Nationale Kommission für historische Denkmäler sowie weitere, dem Ministerium untergeordnete Institutionen. Ungenehmigte Ausgrabungen sowie die Ausfuhr von antiken Gegenständen sind in Rumänien verboten.